# Список министров по унификации законов и административной организации Чехословакии
Это список министров по унификации законов и административной организации Чехословакии, который содержит хронологический список всех членов правительства Чехословакии, работающих в этой должности (в том числе исполняющий обязанности министров в правительствах Чехословакии).
Министерство было создано в соответствии с Законом 431/1919.
Это должно было стать временным министерством, которое должно было в конечном итоге объединить законы и администрирование на всей территории Чехословацкой Республики. Сферой деятельности министерства было подготовить и представить предложения по законами и правилами, которые должны быть едиными по всей стране, в разных частях которой действовали правовые нормы, взятые из Австрии, Венгрии или немецкого законодательства.

## Министры по унификации законов и административной организации первой Чехословацкой Республики 1918—1938
| #  | Имя              | Годы жизни                        | Партия                                              | Правительства | Период в должности                  | Примечания |
| -- | ---------------- | --------------------------------- | --------------------------------------------------- | --- | ----------------------------------- | ---------- |
| 1  | Милан Годжа      | 1 февраля 1878 — 27 июня 1944     | Республиканская партия чехословацкого села          | 1. Властимила Тусара | 8 июля 1919 — 25 мая 1920           |            |
| 2  | Вавро Шробар     | 9 августа 1867 — 6 декабря 1950   | Республиканская партия чехословацкого села          | 2. Властимила Тусара | 25 мая 1920 — 15 сентября 1920      |            |
| 3  | Владимир Файнор  | 23 октября 1875 — 5 января 1952   | беспартийный                                        | 1. Яна Чернего | 15 сентября 1920 — 26 сентября 1921 |            |
| 4  | Иван Дерер       | 2 марта 1884 — 10 марта 1973      | Чехословацкая социал-демократическая рабочая партия | Эдварда Бенеша | 26 сентября 1921 — 7 октября 1922   |            |
| 5  | Иван Маркович    | 3 июня 1888 — 17 февраля 1944     | Чехословацкая социал-демократическая рабочая партия | 1. Антонина Швеглы | 7 октября 1922 — 9 декабря 1925     |            |
| 6  | Лев Винтер       | 23 января 1876 — 29 августа 1935  | Чехословацкая социал-демократическая рабочая партия | 2. Антонина Швеглы | 9 декабря 1925 — 5 января 1926      |            |
| 7  | Иван Дерер       | 2 марта 1884 — 10 марта 1973      | Чехословацкая социал-демократическая рабочая партия | 2. Антонина Швеглы | 5 января 1926 — 18 марта 1926       |            |
| 8  | Юрай Славик      | 28 января 1890 — 20 мая 1969      | беспартийный                                        | 2. Яна Чернего | 18 марта 1926 — 12 октября 1926     |            |
| 9  | Милан Годжа      | 1 февраля 1878 — 27 июня 1944     | Республиканская партия чехословацкого села          | 3. Антонина Швеглы | 12 октября 1926 — 1 февраля 1929    |            |
| 10 | Марек Гажик      | 18 апреля 1887 — 21 сентября 1947 | Глинкова словацкая народная партия                  | 1. Франтишека Удржала | 1 февраля 1929 — 27 февраля 1929    |            |
| 11 | Людовит Лабай    | 11 апреля 1886 — 12 апреля 1937   | Глинкова словацкая народная партия                  | 1. Франтишека Удржала | 27 февраля 1929 — 8 октября 1929    |            |
| 12 | Антонин Штефанек | 15 апреля 1877 — 29 апреля 1964   | Республиканская партия чехословацкого села          | 1. Франтишека Удржала | 8 октября 1929 — 7 декабря 1929     |            |
| 13 | Ян Шрамек        | 11 августа 1870 — 22 апреля 1956  | Чехословацкая народная партия                       | 2. Франтишека Удржала 1. Яна Малипетра 2. Яна Малипетра 3. Яна Малипетра 1. Милана Годжы 2. Милана Годжы 3. Милана Годжы | 7 декабря 1929 — 22 сентября 1938   |            |
| 14 | Йосеф Фриц       | ??? — ???                         | беспартийный                                        | 1. Яна Сырового | 22 сентября 1938 — 4 октября 1938   |            |

## Министры по унификации законов и административной организации второй Чехословацкой Республики 1938—1939
| # | Имя                 | Годы жизни                      | Партия                | Правительства   | Период в должности               | Примечания |
| - | ------------------- | ------------------------------- | --------------------- | --------------- | -------------------------------- | ---------- |
| 1 | Владимир Файнор     | 23 октября 1875 — 5 января 1952 | Национальное единство | 2. Яна Сырового | 4 октября 1938 — 14 октября 1938 |            |
| 2 | Ладислав Фейерабенд | 14 июня 1891 — 15 августа 1969  | Национальное единство | 2. Яна Сырового | 14 октября 1938 — 1 декабря 1938 |            |

## Министры по унификации законов и административной организации послевоенной Чехословакии
| # | Имя            | Годы жизни                      | Партия                          | Правительства                               | Период в должности               | Примечания |
| - | -------------- | ------------------------------- | ------------------------------- | ------------------------------------------- | -------------------------------- | ---------- |
| 1 | Микулаш Франек | 1 декабря 1903—1968             | Демократическая партия          | 1. Клемента Готтвальда                      | 2 июля 1946 — 20 февраля 1948    |            |
| 2 | Вавро Шробар   | 9 августа 1867 — 6 декабря 1950 | Национальный фронт Чехословакии | 2. Клемента Готтвальда Антонина Запотоцкого | 25 февраля 1948 — 6 декабря 1950 |            |

## Источник
- Historie minulých vlád